# Makuy (Dédougou)
Pour les articles homonymes, voir Makuy.
Makuy est une commune située dans le département de Dédougou de la province du Mouhoun au Burkina Faso.